# Ferdinand Bernard de Montessus de Ballore
Pour les articles homonymes, voir De Montessus de Ballore.
Ferdinand Bernard de Montessus de Ballore, né le 15 mai 1817 à Chalon-sur-Saône (Saône-et-Loire) et mort le 12 mars 1899 à Rully (Saône-et-Loire), est un médecin et un ornithologue français.

## Biographie
Il fut docteur en médecine, ancien interne des hôpitaux de Paris, chevalier de la Légion d'honneur, correspondant du ministère de l'instruction publique, fondateur et président de la société de sciences naturelles de Saône-et-Loire, président d'honneur de la société d'histoire naturelle d'Autun, membre de la Société d'histoire et d'archéologie de Chalon-sur-Saône, de la société d'agriculture de Chalon-sur-Saône, de la société Eduenne, de la société d'ornithologie de Franche-Comté et de plusieurs autres sociétés savantes, médecin honoraire de l'hôpital et de la prison de Chalon-sur-Saône, membre du Club alpin français, etc.
Il a épousé en premières noces en 1850, Mlle Maria Préveraux (morte en 1853) et le 30 janvier 1855, Mlle Alphonsine Jeunet. Il n'eut pas de descendance.
Sa thèse pour le doctorat de médecine fut une notice sur L'épilepsie saturnine ou occasionné par le plomb (éditée chez Rignoux, imprimeur de la faculté de médecine en 1845). Pendant son internat de Paris, il s'intéressa tout particulièrement à l'étude des maladies des femmes (catarrhe utérin) et fut également un animateur ardent de sociétés de secours mutuels pour les ouvriers et indigents ainsi que leur famille dans la ville de Chalon-sur-Saône, grand centre industriel métallurgique à l'époque. Au moment de la guerre de 1870, il participa activement à l'organisation d'une ambulance volante (civile) dite chalonnaise lors des combats sanglants de Nuits-Saint-Georges.
Passionné d'ornithologie, certains oiseaux de sa collection sont encore visibles au Muséum d'histoire naturelle d'Autun, fondé par un de ses condisciples et admirateur le docteur François-Xavier Gillot qui a publié en 1899 une notice sur sa vie et son œuvre à l'imprimerie et libraire Dejussieu à Autun d'où proviennent ces informations.